# Sepand Amirsoleimani

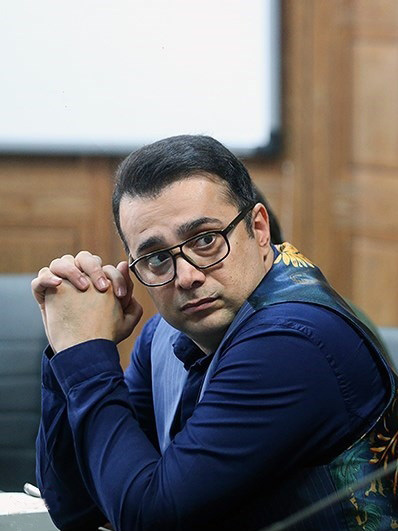
Sepand Amirsoleimani

Sepand Amirsoleimani (persa: سپند امیرسلیمانی) é um ator iraniano nascido em 19 de dezembro de 1977, em Teerã, Irã.

## Biografia
Sepand Amirsoleimani começou a atuar aos 5 anos de idade e atuou principalmente em filmes e séries de comédia. Ele acredita que atuar não fornece segurança financeira, e é por isso que ele foi gerente em uma praça de alimentação por um tempo, além de sua profissão principal.
Ele também foi infectado com Covid-19 em junho de 2021 e então passou por várias cirurgias para recuperar sua saúde. Seu pai Saeed Amirsoleimani e sua irmã Kamand Amirsoleimani são atores iranianos proeminentes.

## Filmografia selecionada
- 2022: Joker (série)
- 2022: Killing a Traitor
- 2020: Mafia Nights (série de TV)
- 2019: Salman the Persian (série de TV)
- 2019: Zendeh Rood (série de TV) as Guest
- 2016: The Enigma of the Shah (série de TV)
- 2015: Sperm Whale
- 2014: I'm just kidding (série de TV)
- 2011: Doctors' Building (série de TV)
- 2011: Ekhrajiha 3
- 2010: Bitter Coffee (série de TV)
- 2010: Foggy Tabriz (série de TV)
- 2009: Man of Many Many Faces (série de TV)
- 2009: Ekhrajiha 2
- 2007: Ekhrajiha
- 2006: Nargess (série de TV)
- 2005: Barareh Nights (série de TV)
- 2002: On Tiptoes (série de TV)
- 2002: Bread, love and 1000 motorcycle
- 1991: Like a Cloud in the Springtime